# 래플스 시티 충칭
래플스 시티 충칭(영어: Raffles City Chongqing)는 중화인민공화국 충칭에 위치하고 있다.

## 같이 보기
- 마천루 목록
- 아시아의 마천루 목록
- 중화인민공화국의 마천루 목록